# Woodway (Washington)
Woodway az Amerikai Egyesült Államok északnyugati részén, Washington állam Snohomish megyéjében elhelyezkedő város. A 2010. évi népszámlálási adatok alapján 1307 lakosa van.
A település nevét a környék természeti erőforrásai miatt kapta.

## Történet
Woodway Parkot 1914-ben alapította David Whitcomb ingatlanfejlesztő. A mai Woodway a térség zöldövezeteinek megóvása és az Edmondshoz csatolás elkerülése érdekében 1958. február 26-án várossá alakult.
Az 1980-as években a megye települései közül a kereskedelemmel nem rendelkező Woodwayben voltak a legdrágábbak az ingatlanok. Woodway Snohomish megye egyetlen városa, amely a 206-os körzethívószám területi hatóköre alá tartozik, de 1997-ben egyes városrészek körzetszáma 425-re változott.

## Népesség
A 2010-es népszámláláskor a városnak 1307 lakója, 448 háztartása és 373 családja volt. A népsűrűség 431,4 fő/km2. A lakóegységek száma 466, sűrűségük 153,8 db/km2. A lakosok 87,5%-a fehér, 0,6%-a afroamerikai, 0,8%-a indián, 7,8%-a ázsiai,  0,6%-a egyéb, 2,7%-a pedig kettő vagy több etnikumú. A spanyol vagy latino származásúak aránya 2,7% (   )
A háztartások 41,5%-ában élt 18 évnél fiatalabb. 75,7% házas, 4,7% egyedülálló nő, 2,9% egyedülálló férfi, 16,7% pedig nem család. 12,9% egyedül élt; 6,7%-uk 65 éves vagy idősebb. Egy háztartásban átlagosan 2,9 személy élt; a családok átlagmérete 3,18 fő.
A medián életkor 45,8 év volt. A város lakóinak 28,3%-a 18 évesnél fiatalabb, 4,9% 18 és 24 év közötti, 14,9%-uk 25 és 44 év közötti, 37,5%-uk 45 és 64 év közötti, 14,4%-uk pedig 65 éves vagy idősebb. A lakosok 49,2%-a férfi, 50,8%-a pedig nő.

## Nevezetes személyek
- Matt Cameron, zenész[12]
- Morris Graves, festő[13]

## Fordítás
- Ez a szócikk részben vagy egészben  a   Woodway, Washington című angol Wikipédia-szócikk ezen változatának fordításán alapul.  Az eredeti cikk szerkesztőit annak laptörténete sorolja fel. Ez a jelzés csupán a megfogalmazás eredetét és a szerzői jogokat jelzi, nem szolgál a cikkben szereplő információk forrásmegjelöléseként.